# 布蘭登堡-施韋特的路易絲
布蘭登堡-施韋特的路易絲（德語：Luise von Brandenburg-Schwedt，1750年9月24日—1800年12月21日）是布蘭登堡-施韋特藩侯腓特烈·海因里希的女兒，母親是安哈特-德紹的利奧波汀·瑪麗。

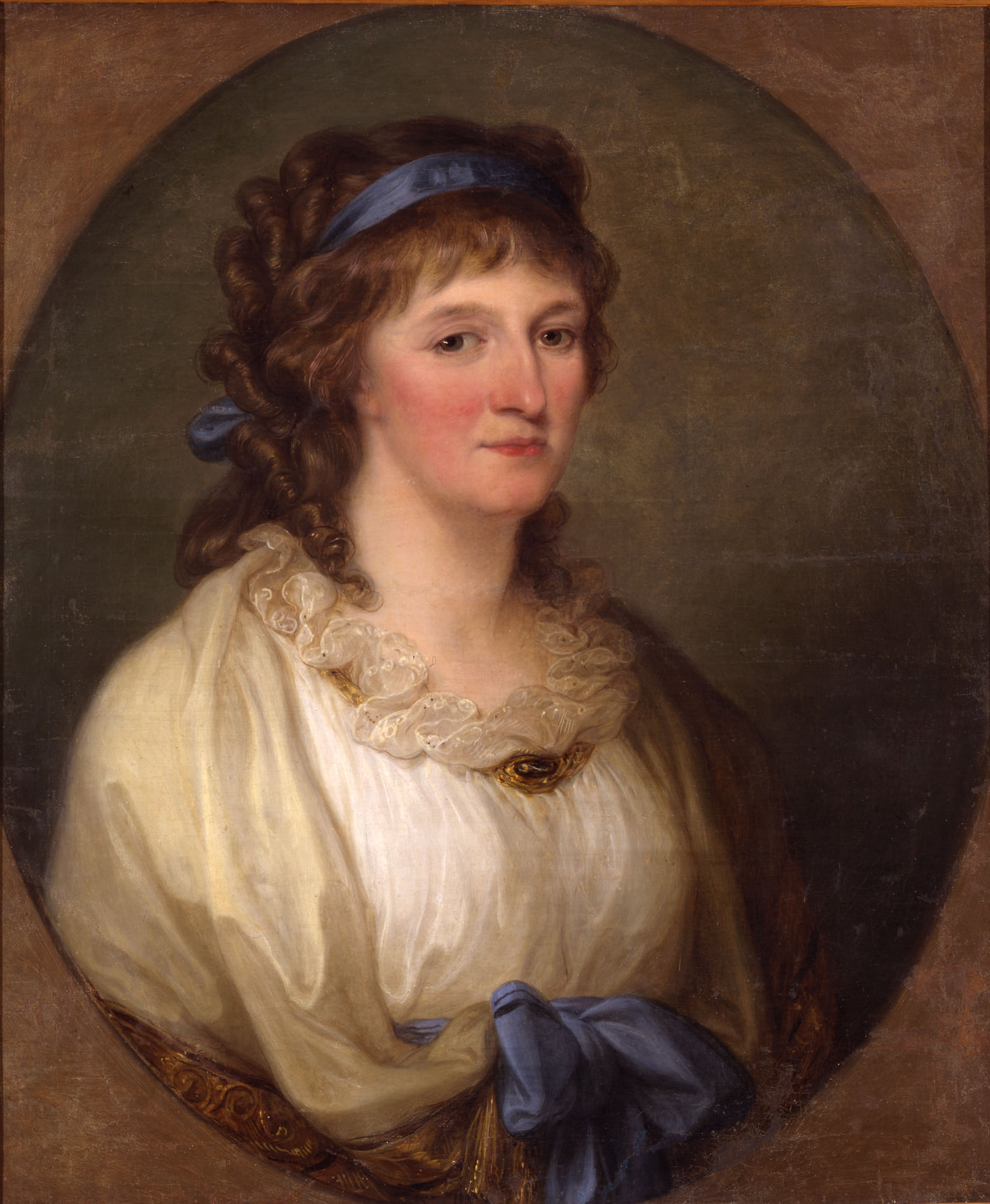
布蘭登堡-施韋特的路易絲

1767年，路易絲與自己的表哥、安哈特-德紹親王利奧波德三世結婚，兩人的獨子腓特烈於1769年出生。